# Ferdinando Riva
Ferdinando Riva (Coldrerio, Ticino kanton, 1930. július 3. – Chiasso, 2014. augusztus 15.) svájci labdarúgó-középpályás.

## Pályafutása

### A válogatottban
1951. november 25-én mutatkozott be a svájci válogatottban az Olaszország elleni találkozón. 1954-ben bekerült az 1954-es svájci világbajnokságra készülő keretbe, de nem lépett pályára. 1951 és 1960 között 22 mérkőzésen játszott a nemzeti csapatban, és 8 gólt szerzett.